# Erich Bessel-Hagen

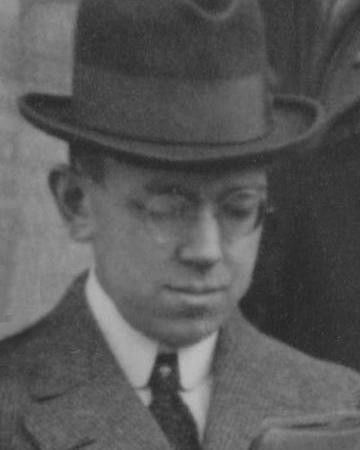
Erich Bessel-Hagen, 1920 in Göttingen

Erich Paul Werner Bessel-Hagen (* 12. September 1898 in Charlottenburg; † 29. März 1946 in Bonn) war ein deutscher Mathematiker und Mathematikhistoriker.

## Vorfahren
Bessel-Hagen war ein Sohn des Chirurgen und Direktors des städtischen Krankenhauses Charlottenburg-Westend Fritz Karl Bessel-Hagen (1856–1945) und Enkel von Adolf Hermann Wilhelm Hagen (1820–1894), Berliner Stadtkämmerer, Reichstagsabgeordneter und liberaler Politiker. Seine Urgroßväter waren Carl Heinrich Hagen (1785–1856), Jurist, Nationalökonom und Professor für Staatswissenschaft in Königsberg, und Friedrich Wilhelm Bessel, Astronom und Mathematiker in Königsberg. Nachdem dessen zwei Söhne verstorben waren, erhielten die männlichen Enkel mit königlicher Erlaubnis den zweiten Vornamen Bessel, woraus der Name Bessel-Hagen entstand. Bessel-Hagens Onkel Carl Ernst Bessel Hagen war Physiker und Direktor der Physikalisch-Technischen Reichsanstalt; ein weiterer Onkel Werner Hagen war preußischer Diplomat.

## Leben und Wirken
Bessel-Hagen studierte nach dem Abitur 1917 am Kaiserin-Auguste-Gymnasium in Charlottenburg an der Universität Berlin Mathematik und Physik, wobei er im Ersten Weltkrieg wegen einer Behinderung vom Frontdienst freigestellt war und in der kartographischen Abteilung des Generalstabs arbeitete. Er hörte unter anderem bei Max Planck, Erhard Schmidt, Issai Schur. 1920 promovierte er bei Constantin Carathéodory über unstetige Variationsprobleme (Über eine Art singulärer Punkte der einfachen Variationsprobleme), ein Gebiet das Carathéodory selbst begründete und auf dem er die Arbeit von Bessel-Hagen als wichtigen Fortschritt ansah und mit der Note „valde laudabile“ versah. Daneben hörte Bessel-Hagen, der selbst alte Sprachen beherrschte (Latein, Griechisch, Arabisch), Vorlesungen bei dem berühmten Altphilologen Ulrich von Wilamowitz-Moellendorff.
Nach seiner Promotion ging er an die Universität Göttingen, wo er 1921 bis 1924 privater Assistent von Felix Klein war und auch in dessen Haus wohnte. Er gab mit Richard Courant und Otto Neugebauer die Vorlesungen von Felix Klein Vorlesungen über die Entwicklung der Mathematik im 19. Jahrhundert heraus, die Klein ebenfalls bei sich zu Hause vor ausgewählten Studenten hielt. 1925 habilitierte er sich in Göttingen über elliptische Modulfunktionen und wurde Privatdozent. 1927 war er Assistent von Helmut Hasse an der Universität Halle, wo er sich umhabilitierte, wie im folgenden Jahr nochmals in Bonn.
1928/29 hatte er einen Lehrauftrag für Mathematikgeschichte und Mathematikpädagogik an der Universität Bonn auf Einladung von Otto Toeplitz, der ebenfalls stark an Mathematikgeschichte interessiert war und die historische Methode im Mathematikunterricht förderte. Bessel-Hagen sorgte für den Ausbau der mathematischen Bibliothek in Bonn (die im Zweiten Weltkrieg schwere Verluste erlitt). Neben ihm und Toeplitz war als dritter „Mathematikhistoriker“ der Philosoph Oskar Becker in Bonn, und an dem mathematikhistorischen Seminar nahmen noch der Assyriologe Albert Schott und der Astronom Friedrich Becker teil.
In den 1930er Jahren war Bessel-Hagen der einzige Bonner Kollege, der noch zu dem zwangsemeritierten jüdischen Mathematiker Felix Hausdorff Kontakt hielt.
Bessel-Hagen veröffentlichte auch zahlreiche Besprechungen im Zentralblatt für Mathematik seines Freundes Otto Neugebauer. 1931 wurde er nichtbeamteter außerordentlicher Professor und 1939 außerplanmäßiger Professor in Bonn. Im Zweiten Weltkrieg war er stark in die Lehre eingebunden und zeitweise der einzige Mathematikprofessor an der Bonner Universität, da die meisten Professoren im Kriegseinsatz waren.
Bessel-Hagen war sehr an Mathematikgeschichte interessiert. Er war an der Herausgabe der Werke von Carl Friedrich Gauß und der Gesammelten Werke von Felix Klein beteiligt. Über Bessel-Hagen sind auch eine große Menge private Briefe von Bernhard Riemann in den Besitz der Staatsbibliothek Preußischer Kulturbesitz gelangt. Bessel-Hagen machte Siegel auf Riemanns zahlentheoretischen Nachlass aufmerksam und kümmerte sich auch um den Nachlass von Mathematikern aus seinem Bekanntenkreis wie Klein, Toeplitz und Hausdorff. Er war ansonsten von Natur aus zurückhaltend und publizierte wenig.
Seit seinen Studententagen war Bessel-Hagen mit Carl Ludwig Siegel befreundet, was auch anhielt, nachdem dieser ihm angeblich einen üblen Scherz spielte und seine ihm zur Durchsicht übergebene Habilitationsschrift bei einer Atlantik-Überquerung im Meer versenkte. Bessel-Hagen musste sie dann mühsam neu schreiben, durfte aber dann Siegel auf einem Griechenland-Urlaub begleiten, so die von Braun formulierte Anekdote. Bessel-Hagen besaß aber auch weitere Versionen der Arbeit, die er auch seinem Bruder, dem Geographen Hermann Hagen, dem späteren Direktor des Ibero-Amerikanischen Instituts in Berlin, zur Durchsicht geschickt hatte. Auch sonst war Bessel-Hagen zuweilen Gegenstand von Scherzen, wozu offensichtlich seine Schüchternheit, seine Kränklichkeit und sein langsames Sprechen beitrugen. In den Vorlesungen über Topologie von Béla Kerékjártó (1923), der 1922 in Göttingen bei Bessel-Hagen hörte, findet sich z. B. ein Eintrag zu Bessel-Hagen im Inhaltsverzeichnis, dem auf der angegebenen Seite keine Erwähnung folgt, dafür ein Bild eines Torus mit Henkeln (eine Anspielung auf seine „Segelohren“). Auch Hans Freudenthal bestätigt, dass Bessel-Hagen in Göttingen bevorzugtes Ziel von Streichen war – bei einer Gelegenheit wurden in seinem Schlafzimmer eine Batterie von Weckern versteckt, die jede zu einer anderen vollen Stunde Alarm schlugen und ihn so nachts wach hielten.